# Rumänische Eishockeyliga 1986/87
Die Saison 1986/87 war die 57. Spielzeit der rumänischen Eishockeyliga, der höchsten rumänischen Eishockeyspielklasse. Meister wurde zum insgesamt 24. Mal in der Vereinsgeschichte Steaua Bukarest.

## Modus
In der Hauptrunde absolvierte jede der vier Mannschaften insgesamt 36 Spiele. Der Erstplatzierte der Hauptrunde wurde Meister. Für einen Sieg erhielt jede Mannschaft zwei Punkte, bei einem Unentschieden gab es einen Punkt und bei einer Niederlage null Punkte.

## Hauptrunde

### Tabelle
|    | Klub               | Sp | S  | U | N  | T   | GT  | Punkte |
| -- | ------------------ | -- | -- | - | -- | --- | --- | ------ |
| 1. | Steaua Bukarest    | 36 | 29 | 1 | 6  | 184 | 95  | 59     |
| 2. | SC Miercurea Ciuc  | 36 | 19 | 3 | 14 | 141 | 127 | 41     |
| 3. | Dinamo Bukarest    | 36 | 18 | 3 | 15 | 162 | 137 | 39     |
| 4. | CSM Dunărea Galați | 36 | 1  | 3 | 32 | 109 | 237 | 5      |

Sp = Spiele, S = Siege, U = Unentschieden, N = Niederlagen